# Eteoryctis gemoniella
Eteoryctis gemoniella là một loài bướm đêm thuộc họ Gracillariidae. Nó được tìm thấy ở Ấn Độ (West Bengal).
Ấu trùng ăn Anacardium occidentale, Lannea coromandelica, Semecarpus anacardium, Achras sapota, Madhuca indica, Madhuca latifolia và Manilkara zapota. Chúng có thể ăn lá nơi chúng làm tổ.